# Dogmatisme
Ne doit pas être confondu avec Dogmatique.
 (mai 2017).
Si vous disposez d'ouvrages ou d'articles de référence ou si vous connaissez des sites web de qualité traitant du thème abordé ici, merci de compléter l'article en donnant les références utiles à sa vérifiabilité et en les liant à la section « Notes et références ».
Le dogmatisme est une forme de pensée qui suppose une « vérité » décisive, universelle, immuable et incontestable. Elle s'apparente à celle du croyant vis-à-vis du dogme. L'acceptation d'une idée est déterminée par l'obéissance à une autorité divine ou humaine, et non par la démonstration de son fondement rationnel.
Le dogmatisme se caractérise par ses conceptualisations étroites, définitives et implicitement normatives et s'oppose au scepticisme ou pyrrhonisme et au progressisme[réf. nécessaire]. Sa forme militante la plus extrême est l'intégrisme. Il peut être considéré comme l'un des fondements intellectuels de l'intolérance, du fanatisme, du sectarisme et du totalitarisme.
Au sens large, le terme désigne une attitude intellectuelle qui s'appuie sur des certitudes inébranlables et rejette le doute ou la critique. Cette absence d'autocritique s'accompagne d'un raisonnement se voulant logique mais fondé sur des a priori partiels et partiaux, sortis de leur contexte global.
Est « dogmatique » ce qui est exprimé de manière péremptoire ou n'admettant pas de remise en cause.

## Étymologie
Du latin chrétien dogmatismus : « enseignement de la foi ».

## Le dogmatisme philosophique et scientifique
« Nous avons une impuissance de prouver, invincible à tout le dogmatisme. Nous avons une idée de la vérité, invincible à tout le pyrrhonisme. »

— Blaise Pascal, Pensées, 395

« Il n'y a pas de grande œuvre qui soit dogmatique. »

— Roland Barthes, Mythologies
Le dogmatisme philosophique est donc une doctrine qui affirme pour l'homme, la possibilité d'aboutir à des certitudes, à des dogmes et par métonymie, le fait de croire à ces dogmes.
Chez Kant, il s'oppose à l'attitude critique qui cherche à établir les limites de la connaissance et à étendre celles de la liberté individuelle et collective et celles du progrès.

## Comportements « dogmatiques » dans la société civile et la vie intellectuelle
Dans la vie courante, le dogmatisme désigne donc par extension une disposition d'esprit d'une personne tendant à affirmer de façon péremptoire ou à admettre comme vraies certaines idées, sans discussion. Il qualifie d'une manière générale tout système intellectuel étroit, fanatique, pesant ou prétentieux - on peut également parler de psychorigidité ou pensée psychorigide : le dogmatique n'acceptant aucun argument extérieur, qu'il soit positif ou négatif.